# Rhynchosia edulis
Rhynchosia edulis är en ärtväxtart som beskrevs av August Heinrich Rudolf Grisebach. Rhynchosia edulis ingår i släktet Rhynchosia och familjen ärtväxter. Inga underarter finns listade i Catalogue of Life.